# لورنس كاتيلنغو
كان لورنس تشولا كاتيلنغو (فبراير 1914 - 9 نوفمبر 1961) زعيماً نقابياً من روديسيا الشمالية. كان كاتيلنغو أول رئيس لاتحاد عمال المناجم الأفارقة.

## سيرته
ولد كاتيلونغو في فبراير 1914 في المقاطعة الشمالية لروديسيا الشمالية، وهو حفيد الرئيس ثانوي في قبيلة بيمبا. عمل في البداية كمدرس بعثة، قبل أن يصبح عاملاً تحت الأرض في منجم ناخانا في عام 1936، تمت ترقيته لاحقًا إلى كاتب. برز كاتيلنغو لأول مرة في عام 1940 كزعيم لعمال المناجم الأفارقة المضربين في ناخانا. في فبراير 1948، تم انتخابه رئيسًا لاتحاد ناخانا المشكل حديثًا. في مارس 1949، تم دمج جميع نقابات عمال المناجم الأفارقة في شمال روديسيا، بما في ذلك ناخانا، لتشكيل اتحاد عمال المناجم الأفارقة، وأصبح كاتيلنغو رئيسًا لها. في عام 1952، قاد إضرابًا ناجحًا لزيادة الأجور إلى شلنان ونصف الشلن في اليوم للعمال الأفارقة.
كان لفترة وجيزة عضو في حزب الدستور، تم اختيار كاتيلنغو عضوًا في لجنة مونكتون المكونة من 20 عضوًا ، التي أنشأتها الحكومة البريطانية في عام 1959 لإعداد مؤتمر عام 1960 لمراجعة دستور اتحاد روديسيا ونياسالاند. اثنان من أقرب أصدقاء كاتيلنغو الشخصيين، جودوين مبيكوسيتا لوانيكا وهاري موانجا نكومبولا شاركوا في النقابات والسياسة على التوالي.